# (44016) Jimmypage
(44016) Jimmypage ist ein Asteroid des mittleren Hauptgürtels, der am 30. November 1997 vom britischen Amateurastronomen Mark Armstrong und seiner Ehefrau, der Amateurastronomin Claire Armstrong, in Rolvenden, Kent (IAU-Code 960) entdeckt wurde.
Der Asteroid gehört zur Adeona-Familie, einer Gruppe von Asteroiden, die nach (145) Adeona benannt ist.
Der mittlere Durchmesser von (44016) Jimmypage wurde grob mit 9,513 ± 2,012 km berechnet, die Albedo mit 0,171 ± 0,253.
Der Asteroid wurde auf Vorschlag von Mark Armstrong am 14. Juni 2003 nach Jimmy Page benannt, dem Gitarristen der Rockband Led Zeppelin.